# Самбор (село)
Самбо́р (рос. Самбор) — село (в минулому селище) у складі Табунського району Алтайського краю, Росія. Входить до складу Табунської сільської ради.

## Населення
Населення — 265 осіб (2010; 330 у 2002).
Національний склад (станом на 2002 рік):
- росіяни — 71 %